# Halkær Hovedgård
 For alternative betydninger, se Halkær. (Se også artikler, som begynder med Halkær)
Halkær er en gammel hovedgård, som tilhørte den katolske kirke. Halkær nævnes første gang i 1380. Gården ligger i Ejdrup Sogn, Aars Herred, Ålborg Amt, Nibe Kommune. Hovedbygningen er opført i 1901 og er nedrevet i 2003.

## Ejere af Halkær
- (1380-1536) Den Katolske Kirke
- (1536-1544) Kronen
- (1544-1600) Niels Axelsen Rosenkrantz
- (1600-1616) Jørgen Friis
- (1616-1646) Manderup Due
- (1646-1700) Slægten Due
- (1700-1726) Christoffer Due
- (1726-1734) Frederik Kiær de Kiærskiold
- (1734-1742) Anders Mortensen Kjærulf
- (1742-1750) Søren Andersen Kjærulf
- (1750-1758) Christian Andersen
- (1758-1766) Jørgen Pedersen Egeberg
- (1766-1774) Anders Jørgensen Egeberg
- (1774-1782) D. Andreas Colding
- (1782-1790) Mathias T. Blegvad
- (1790-1798) Anders Dyhr
- (1798-1804) Christen Friis
- (1804-1809) Peder Thøgersen Mollerup
- (1809-1810) Niels Færch / Christian Asp
- (1810-1818) C. C. Møller
- (1818-1829) Laurids Christensen
- (1829-1840) Grønbech
- (1840-1851) Herskind
- (1851-1862) I. K. Weinschenck
- (1862-1873) P. M. Langballe
- (1873-1884) Enke Fru Langballe
- (1884-1895) S. Christiansen
- (1895-1907) S. Theilgaard
- (1907-1910) H. G. Theilgaard
- (1910-1912) C. Iversen
- (1912-1920) Forskellige Ejere
- (1920-1931) Niels Frederiksen / John Johnsen
- (1931-1945) John Johnsen
- (1945-1996) Forskellige Ejere
- (1996-2003) Ole Donslund Jensen
- (2003-) Den Danske Stat